# Enrique Álvarez Sanjuán
Enrique Álvarez Sanjuán   (Vigo, 20 de juliol de 1975), conegut futbolísticament com a Quique Álvarez, és un exfutbolista gallec, i actualment entrenador del Girona B. El seu pare Quique Costas i el seu germà Óscar Álvarez Sanjuán també han estat futbolistes professionals.